# 植松電機
株式会社植松電機（うえまつでんき、英: Uematsu Electric Co.Ltd. ）は、日本の産業機器メーカーである。

## 概要
1962年に北海道芦別市で創業、炭坑用の特殊電動機や電気部品の販売修理を手がける。
1999年に法人を設立、株式会社植松電機となる。2000年には赤平第2工業団地に用地を取得、本社社屋、第一工場、第二工場を相次いで建設している。
車両積載形トラッククレーンや油圧ショベルに取り付けるリサイクル作業用などの電磁石システムの開発、製造販売を行っている。リサイクル用機器の製作・販売のシェアは9割。
2005年から北海道大学との共同研究としてCAMUIロケットの開発を行っている。
研究開発の拠点として第三工場と微少重力実験塔（世界に3つしかない）を建設、大学機関へ供用している。
2016年、CAMUIロケット開発を主導していた取締役専務の植松努が代表取締役社長に就任。
最近では、講演などを通して、「諦めないことの大切さ」を訴え続けている。